# Slovak International (бадмінтон)
Slovak International — щорічний міжнародний бадмінтонний турнір, який проходить у Словаччині з 1993 року.
Турнір замінив Czechoslovakian Open, і входить до складу European Badminton Circuit.

## Переможці
| Рік  | Чоловічий одиночний    | Жіночий одиночний | Чоловічий парний                         | Жіночий парний                       | Змішаний парний                        |
| ---- | ---------------------- | ----------------- | ---------------------------------------- | ------------------------------------ | -------------------------------------- |
| 1993 | Річард Банхіді         | Андреа Харшагі    | Юрай Брестовски Петер Пудела             | Адрієн Кочіш Андреа Одор             | Річард Банхіді Адрієн Кочіш            |
| 1994 | Владислав Дружченко    | Олена Ноздрань    | Валерій Стрельцов Олександр Циганков     | Олена Ноздрань Вікторія Євтушенко    | Владислав Дружченко Вікторія Євтушенко |
| 1995 | Владислав Дружченко    | Олена Ноздрань    | Валерій Стрельцов Костянтин Татранов     | Олена Ноздрань Вікторія Євтушенко    | Владислав Дружченко Вікторія Євтушенко |
| 1996 | Грегерс Шютт           | Таня Берг         | Юрген Кох Гаральд Кох                    | Рікке Брен Сара Рунестен             | Андрей Погар Майя Погар                |
| 1997 | Нільс Крістіан Кальдау | Сара Йонссон      | Юрген Кох Гаральд Кох                    | Джоанн Маггерідж Фелісіті Голлуп     | Міхаель Ламп Рікке Брен                |
| 1998 | Томас Вапп             | Елла Карачкова    | Грем Геррел Пітер Джеффрі                | Лоррен Коул Трейсі Дайнін            | Ентоні Кларк Лоррен Коул               |
| 1999 | Не проводились         | Не проводились    | Не проводились                           | Не проводились                       | Не проводились                         |
| 2000 | Пшемислав Ваха         | Трейсі Голлем     | Пйотр Жолондек Пшемислав Ваха            | Каміла Аугустин Надія Костючик       | Онджей Любаш Маркета Куделкова         |
| 2001 | Колін Гафтон           | Тіне Хой          | Томмі Серенсен Єспер Томсен              | Каміла Аугустин Надія Костючик       | Єспер Томсен Юлія Хуманн               |
| 2002 | Станіслав Пухов        | Олена Шукарьова   | Микола Зуєв Станіслав Пучов              | Кірстін Макюен Юан Вемісс            | Андрій Конах Надія Костючик            |
| 2003 | Сьо Сасакі             | Каорі Морі        | Светослав Стоянов Венсан Легль           | Олена Шимко Марина Якушева           | Олександр Русських Анастасія Русських  |
| 2004 | Євген Ісаков           | Хуї Дін           | Микола Зуєв Сергій Івлєв                 | Пек Сіах Лім Хоой Її Чор             | Микола Зуєв Марина Якушева             |
| 2005 | Пшемислав Ваха         | Петя Неделчева    | Юрген Кох Петер Цаунер                   | Каміля Августин Надєжда Костючик     | Ян Фреліх Гана Нілісова                |
| 2006 | Ян Фреліх              | Майя Тврди        | Кріс Ленгрідж Девід Ліндлі               | Сьюзенн Райяппан Сара Бок            | Девід Ліндлі Сьюзенн Райяппан          |
| 2007 | Дмитро Завадський      | Анне Хальд Єнсен  | Звонимир Дуркиняк Якуб Бітман            | Олена Шимко Тетяна Бібік             | Антон Назаренко Олена Чернявська       |
| 2008 | Валерій Атращенков     | Олена Прус        | Магнус Інгі Хельгасон Хельгі Йоханнессон | Бін Хуан Клої Мегі                   | Валерій Атращенков Олена Прус          |
| 2009 | Вісну Путро Харіо      | Олеся Зайцева     | Онджей Копріва Томаш Копріва             | Марія Люкке Андерсен Каріна Серенсен | Марк Філіп Вінтер Каріна Серенсен      |
| 2010 | Александре Франсуаео   | Марія Улітіна     | Якко Арендс Єлле Масс                    | Селена Пік Айріс Табелінг            | Якко Арендс Вінтер Селена Пік          |